# Kanton Belfort-3
Der Kanton Belfort-3 ist ein französischer Wahlkreis im Département Territoire de Belfort und in der Region Bourgogne-Franche-Comté.
Der Kanton besteht aus einem Teil der Stadt Belfort mit insgesamt 14.381 Einwohnern (Stand: 1. Januar 2022):